# 川嶋愛
川嶋愛（1986年2月21日—），為日本的女性創作歌手。隸屬於Tsubasa Records Entertainment Group下的Double Wing。出生於日本福岡縣福岡市早良區。前日本團體I WiSH的主唱ai。
為了要成為歌手，川嶋愛從2002年開始了街頭演唱，並在2005年到達了1,000次的目標，被稱為「路上的天使」。2003年時川嶋愛作為I WiSH的主唱出道，出道單曲「迎向未來」獲得了非常好的銷售成績。個人的代表歌曲有「看不見的翅膀」「My Love」等等。其歌聲具有透明感，被稱為「天使的歌聲」。並在阪神大地震的受災地舉辦免費演唱會、在開發中國家支援建設學校等等，從事著各種社會貢獻活動。

## 成長歷程
- 1986年2月 - 於生父行蹤不明的情形下出世，生母則於產後身體狀況轉差，川嶋愛也因此被送入了育幼院。其後生母的健康一蹶不振，就在她3歲時撒手人寰。在被收為養女之前，皆於兒童養護機構中成長。
  - 之後被川島家收為養女。由於當時川嶋愛非常怕生，為了改善這種閉俗的情況而讓她報名參加音樂班，之後以演歌歌手為志向。當過北島三郎、鳥羽一郎、山川豊等演歌歌手公演的前座。
- 10歲時，登上紐約卡內基大廳的舞台。
- 1998年 - 進入沖學園高等學校求學。
- 1999年5月 - 中學二年級時，推出首張唱片『十六岁恋慕心/对你的单相思（日语：十六恋ごころ／あなたに片想い）』作為自己演歌歌手的出道作，但因銷量不佳而被迫放棄（此外，當時也擔任了作曲）。当时正是演歌的衰落期，很多人听流行音乐越来越多多、听演歌越来越少，尤其是年轻人。
- 2001年4月 - 自沖學園高等學校轉到堀越高等學校就讀。之後因故再轉到克拉克紀念國際高等學校（於2004年3月畢業）。
- 2002年2月19日 - 於東京四谷開始了她的走唱人生。之後輾轉到澀谷發展。很幸運受到了當地學生的鼎力相助，逐漸上軌。
- 2002年6月 - 以電子琴自彈自唱的型式正式開始街頭演唱。並且立下了三個目標。
  - 自製CD親手賣出5000張
  - 街頭演唱1000回
  - 在澀谷公會堂辦演唱會
- 2003年5月 - 達成原創唱片賣出5000張的目標。
- 2003年8月20日 - 實現了期望中的澀谷公會堂的野唱會。於該演唱會表白自己為I WiSH的主唱 – ai。
- 2004年12月 - 在沖繩的fan tour，順利達成了爾後所建立的目標「在47都道府縣辦演唱會」。
- 2005年3月24日 - 為了全心投入個人的演藝事業而含淚將I WiSH解散。
- 2005年3月30日 - 「街頭演唱1000回」達成。此演唱會為，配合「阪神大地震寫真展」，在自己長期經營的地點–澀谷車站忠犬八公前舉辦，當天到達了聽眾破千人的紀錄，也算是她的小確幸。之後小愛僅再辦過一次街頭演唱。
- 2005年4月6日 - 發表單曲「絶望と希望」。在公信榜取得第九名，更新了自己的最佳成绩。
- 2005年5月18日 - 發表首張非迷你專輯「12個の歌」，取得公信榜第五名。
- 2005年6月11日 - 在Zepp Tokyo舉辦「12個の歌」的最後一場演唱會（「12個の歌」為川嶋愛的第一場全國巡迴演唱會）。
- 2006年1月15日 - 在阪神、淡路大地震後即將滿十一年的前夕，於神戸市長田區的大正筋商店街舉辦演唱會。並且在演唱會之前，訪問了足永育英會所經營的震災孤兒援住設施「Rainbow House」，贈送50張自己的CD給當地孤兒。
- 2006年2月1日 - 發表單曲「Dear／旅立ちの日に…」。
- 2006年3月 - 在阪神大地震的受災中學的畢業典禮上演唱。從約1200首的歌曲中隨機挑選出來。
- 2006年4月23日 - 由Double Wing所屬的全體藝人所舉辦的免費live活動「つばさ祭[7]」首次展開。
- 2006年8月23日 - 發表了將第三與第四張迷你專輯與鋼琴家合作重新錄製的專輯『Piano Songs〜路上集2号〜』。
- 2006年8月26日 - 於日本電視台的慈善節目『24HTV』的名古屋會場，在同經濟公司的後輩i的迷你演唱會之後，作為驚喜特別來賓登場。
- 2006年10月16日 - 2007年2月14日發表的新曲「My Love」被選為富士電視台的綜藝節目「戀愛巴士」的主題曲。
- 2006年10月24日 - 和SHEENA & THE ROKKETS的鮎川誠、Globe的KEIKO、ROLLY、原JUDY AND MARYの的貝斯手恩田快人、韓國出身的人氣歌手SE7EN、原BOØWY的鼓手高橋信、山田Taruma等人一起參加THE AURIS (SUPER) BAND、錄製的歌曲「MY WAY」被用為豐田的新型車AURIS的廣告歌曲。
- 2007年2月14日 - 第11張單曲「My Love」於首週在公信榜取得第5名的紀錄（為Indies女性單人的最佳成積）。並為Oricon的2007年度Indies單曲銷售榜的第2名。
- 2008年6月4日 - 為紀念出道五週年，同時發表『SINGLE BEST』、『COUPLING BEST』兩張精選集
- 2008年12月23日 - 赴紐約語言留學兩個月[8]。
- 2009年4月4日 - 於美國最大的櫻花祭「National Cherry Blossom Festival」出演。此為知道川嶋愛的社會貢獻活動的原駐日美國大使John R. Malott受其感動，親自前往其留學地紐約直接交涉的結果。
- 2009年5月2日 - 也在紐約舉辦的「Cherry Blossom Festival」出演。
- 2009年5月31日 - 出演在紐約中央公園舉辦的Japan Day。本次活動的主題曲是川嶋愛的大丈夫だよ，活動的宣傳期間，這首歌多次在紐約的電視媒體上被播放。此外，這次赴美中，在美國的活動及其社會共獻活動等等獲得了好評，接到了路透社的取材要求，其面談過程收錄至路透社位在時報廣場的工作室，並發送至世界各國的媒體。
- 2010年7月7日 - 預定發售第一張附繪本CD「そらいろ～Simple Treasure～」。於2008年紐約留學中認識的Tahiti 80及CHARA的製作人安迪・徹斯和川嶋愛意氣相投，並對她在世界各國建設小學等等的社會貢獻活動印象深刻，因此重編了川嶋於同年8月發售的「カケラ」，在紐約錄製成國際語言的英語版本。另外繪本中的插畫也是川嶋本人所畫的。
- 2010年8月20日 - 照往年慣例於東京國際論壇A廳舉辦演唱會[9]。這是第一次在該會場舉辦，也是至今最大規模[10]。
- 2010年10月 - 伴隨著ÆON・UNICEF Safe Water Campaign的開始、川嶋愛被任命為ÆON1%Club的活動大使。
- 2010年12月15日 - 推出了和代表美國爵士、融合爵士樂的大人物鋼琴家喬‧山普一同創作的歌曲「I Remember」，錄音於4月在洛杉磯完成[9]。
- 2012年8月20日 - 在涉谷公會堂舉行第十週年紀念的8月20日的演唱會，為了將「以初衷的心情唱歌」的思想融入演唱會中，採用了和10年前相同的曲目。[11]。在約2000人的觀眾前，除了演唱「看不見的翅膀」「My Love」等暢銷歌曲之外，也揭露了新歌「Jungle」[12]。

## 人物
- 如前所述，川嶋愛就是I WiSH的主唱「ai」。根據本人說法，I WiSH是自己最大的競敵也是一個目標[13]。
- 生父在出生前就行蹤不明。生母則在三歲時過世。在進入兒童養護設施 和白青松園 後，被經營建設公司的川島家收為養女。之後養父於她十歲時過世，養母也於她十六歲時過世。現在每年都在養母的祭日，也就是8月20日，舉行追思音樂會。
- 根據本人在富士電視台音樂節目『HEY!HEY!HEY!』時的說法，於高中時代拿了全勤獎，但這也意味了當時沒找到什麼工作，且抱持著自卑感。在掘越高校時和山下智久、上戶彩、酒井彩名、小池徹平、城田優及同縣出身的蒼井優是同年生。
- 她的歌聲相對於出道時間接近的元千歲的「百年一人的歌聲（１００年に一人の歌声）」，被稱為「天使的歌聲（天使の歌声）」，但或許是因為元祖「天使的歌聲」本田美奈子的突然去世，最近幾乎沒有人在使用這個稱號。
- 《ONE PIECE》的大粉絲，擔當在2007年公開的劇場版《阿拉巴斯坦戰記 沙漠王女與海賊們》的主題曲，更首次挑戰當聲優為其中一個角色配音。此外，也沉迷於《妙廚老爹》和《烏龍派出所》，並曾寫過給兩津勘吉的信[14]。
- 尊敬的藝人是尾崎豊。

### 社會貢獻活動
- 川嶋愛在電視上看到非洲貧困的狀況之後，內心百感交集，因此她解囊投資私人財產於2005年在埃塞俄比亞設立育幼院[15]，後於2006年在西非的布吉納法索[16]、於2008年在柬埔寨支援建設學校[17]。關於埃塞俄比亞的兒童養護設施，川嶋愛自年幼時期喪母，有一段時間在育幼院渡過，她表示「希望能為和自己有同樣遭遇的孩子們做點事」[17]。在現在也透過慈善活動等等，出力幫助發展中國家的學校建設[17]，目標為建設100所學校[18]。
- 對於這些行動，她表示「儘管一定會有贊同和反對的聲音，但若因為如此而什麼也不做的話是不行的」[6]「被認為是自我宣傳也好」「被認為是偽善也好」「不管別人怎麼看，只要有任何一個人認為受到鼓舞就可以了」[19]。
- 川嶋愛本人和工作人員設立了「國際協力NGO ALW （页面存档备份，存于）」並經營著。到目前為止，西非的布吉納法索 的サヤ小學、柬埔寨馬德望的チュランクポー小學、以及去年五月在西非利比里亞的ゲイフロー・デビー小學、十二月在東帝汶的Ducurai村的レブドゥ小學已陸續開校。今後也預定在柬埔寨、孟加拉國、中亞和中東建設學校。
- 參與第3回高校生メディアコンテンツグランプリ（日语：高校生メディアコンテンツグランプ）並為其提供宣傳歌曲[20]。此競賽的主辦團體對於川嶋愛和ILoveWagon的活動大表認同，並獲得川嶋愛等人的協助。本競賽第3回的募集主題為「學校給了我們的東西」，ILoveWagon並預定要將募集到的作品的一部份送往發展中國家。其宗旨為想要將學校的美好傳達給發展中國家的孩子們。
- 東日本大震災發生的2011年3月11日的晚上，宮城縣南三陸町戸倉小學的六年級二十餘人為了躲避大海嘯的侵襲，好不容易逃到了山丘上的神社，唱著原本預定要在畢業典禮上演唱的「啟程的那一天…」，互相勉勵渡過了一個不安的夜晚[21]。川嶋愛從報紙的記載上得知這些兒童的消息，表示「想為他們盡點力」，利用休假的時間訪問了過著避難生活的畢業生們所居住的避難所，一起演唱「啟程的那一天…」，並贈送了畢業紀念品[22]。此外，川嶋愛也出席延期了約五個月的戶倉國小的畢業典禮，彈著鋼琴和畢業生23人合唱了「啟程的那一天…」[23]。

## 音樂作品

### 單曲
| 張   | 發售日期       | 標題                                           | 商品編碼                                                            |
| ---- | -------------- | ---------------------------------------------- | ------------------------------------------------------------------- |
| 1st  | 2003年8月21日  | 天使たちのメロディー／旅立ちの朝               | AK-0007                                                             |
| 2nd  | 2004年2月18日  | 12個の季節～4度目の春～                        | AK-0008                                                             |
| 3rd  | 2004年6月2日   | 525ページ                                      | TRAK-0009（先行盤） TRAK-0010（通常盤）                             |
| 4th  | 2004年8月4日   | マーメイド                                     | TRAK-0011（初回盤） TRAK-0012（通常盤）                             |
| 5th  | 2004年11月17日 | 「さよなら」「ありがとう」〜たった一つの場所〜 | TRAK-0014                                                           |
| 6th  | 2005年4月6日   | 絶望と希望                                     | TRAK-0017                                                           |
| 7th  | 2005年8月24日  | 「…ありがとう...」                             | TRAK-0022                                                           |
| 8th  | 2006年2月1日   | Dear／旅立ちの日に…                            | TRAK-0025,26（初回盤A） TRAK-0027,28（初回盤B） TRAK-0029（通常盤） |
| 9th  | 2006年4月19日  | 見えない翼                                     | TRAK-0030,31（初回盤） TRAK-0032（通常盤）                          |
| 10th | 2006年10月11日 | 大切な約束／もう1つの約束                      | TRAK-0044,45（初回盤） TRAK-0046（通常盤）                          |
| 11th | 2007年2月14日  | My Love                                        | TRAK-0049（初回盤A） TRAK-0050,51（初回盤B） TRAK-0052（通常盤）    |
| 12th | 2007年3月14日  | compass                                        | TRAK-0062,63（初回盤） TRAK-0055（通常盤）                          |
| 13th | 2007年5月30日  | 君に・・・・・                                 | TRAK-0064,65（初回盤） TRAK-0066（通常盤）                          |
| 14th | 2007年10月3日  | 幸せですか／スーツケース                       | TRAK-0073,74（初回盤） TRAK-0075（通常盤）                          |
| 15th | 2007年12月12日 | ドアクロール                                   | TRAK-0076,77（初回盤） TRAK-0078（通常盤）                          |
| 16th | 2008年8月20日  | カケラ／Flag                                   | TRAK-0087,88（初回盤） TRAK-0089（通常盤）                          |
| 17th | 2009年4月8日   | 大丈夫だよ                                     | TRAK-0095,96（初回盤） TRAK-0097（通常盤）                          |
| 18th | 2009年12月16日 | 大好きだよ                                     | TRAK-0101,102（初回盤） TRAK-0103（通常盤）                         |
| 19th | 2010年4月7日   | 春の夢                                         | TRACK-0104,105（初回盤） TRACK-0106（通常盤）                       |
| 20th | 2010年12月15日 | I Remember feat. Joe Sample                    | TRAK-0114,115（初回盤） TRAK-0116（通常盤）                         |
| 21st | 2013年4月10日  | YES/NO ／ T                                    | TRAK-0135,0136（初回盤） TRAK-0137（通常盤）                        |

### 原創專輯
| 張  | 發售日期      | 標題            | 商品編碼                                     |
| --- | ------------- | --------------- | -------------------------------------------- |
| 1st | 2005年5月18日 | 12個の歌        | TRAK-0018                                    |
| 2nd | 2006年5月24日 | サンキュー!     | TRAK-0036,0037（初回盤） TRAK-0038（通常盤） |
| 3rd | 2007年6月27日 | 足あと          | TRAK-0068,0069（初回盤） TRAK-0070（通常盤） |
| 4th | 2009年6月3日  | Simple Treasure | TRAK-0098,99（初回盤） TRAK-0100（通常盤）   |
| 5th | 2010年5月26日 | 24/24           | TRAK-107（初回盤） TRAK-109（通常盤）        |

### 精選專輯
| 發售日期     | 標題          | 商品編碼                                         |
| ------------ | ------------- | ------------------------------------------------ |
| 2008年6月4日 | SINGLE BEST   | TRAK-0080,81,82（初回盤） TRAK-0083,84（通常盤） |
| 2008年6月4日 | COUPLING BEST | TRAK-0085,86                                     |

### 路上集（重製專輯）
『路上集0号』僅在Live會場販賣。
| 張  | 發售日期      | 標題                        | 商品編碼  |
| --- | ------------- | --------------------------- | --------- |
|     | 2003年末左右  | 路上集0号                   | SL-0000   |
| 1st | 2005年9月28日 | 路上集I号                   | TRAK-0023 |
| 2nd | 2006年8月23日 | Piano Songs〜路上集2号〜    | TRAK-0043 |
| 3rd | 2008年4月23日 | Café & Musique〜路上集3号〜 | TRAK-0079 |

### 迷你專輯
除了第一和第五張之外的迷你專輯都僅在官方網站販售。
另外，『The Starting Point』則是在演唱會會場等等限定販賣。
| 張  | 發售日期       | 標題                | 商品編碼  |
| --- | -------------- | ------------------- | --------- |
| 1st | 2002年7月13日  | この場所から…       | TRAK-0001 |
| 2nd | 2002年10月18日 | はばたける日まで…   | TRAK-0002 |
| 3rd | 2002年12月26日 | 歩みつづけるために… | TRAK-0003 |
| 4th | 2003年3月14日  | 雪に咲く花のように… | TRAK-0004 |
| 5th | 2003年5月23日  | 明日を信じて…       | TRAK-0005 |
| 6th | 2003年8月2日   | 歌いつづけるから…   | TRAK-0006 |
|     | 2012年6月23日  | The Starting Point  | AKPR-0023 |

### 概念專輯
| 張  | 發售日期      | 標題                         | 商品編碼  |
| --- | ------------- | ---------------------------- | --------- |
| 1st | 2011年6月29日 | My Favorite Songs 〜WING〜   | TRAK-117  |
| 2nd | 2012年2月22日 | My Favorite Songs 〜旅立ち〜 | TRAK-0123 |

### 其他
- 十六岁恋慕心/对你的单相思（日语：十六恋ごころ/あなたに片想い）
  - 已廢盤。以「川島あい」的名義出售。有CD和卡式錄音帶的規格。
- 1000日記念CD
  - 為紀念Live1000日而在官方網站上販售的限量CD。收錄了第1000日Live的音源。
- 1000回記念ゴールドディスク
  - 為紀念Live1000日而在官方網站上販售的限量CD。收錄了從迷你專寂中取出的四首及「天使們的旋律」的第1000日Live的音源。
- eighteen's days
  - 於ネッツ石川・あいチャレンジキャンペーン發送當作新車購入特典。收錄了Message和同名歌曲。
- ネッツ石川オリジナルミニアルバム
  - 於ネッツ石川・あいチャレンジキャンペーンⅡ發送。收錄四首廣告歌。「drive!」首次音源化。
- ネッツ石川CMソングスペシャルCD
  - 於ネッツ石川・あいチャレンジキャンペーンⅢ發送。收錄八首廣告歌。
- Shining of life
  - 専門學校Toyota名古屋自動車大學校的印象歌曲。發送給關係者。

### 音樂配信限定曲
- wing
  - 為了「つばさ祭[7]」而作的曲子，作詞為川嶋愛，作曲為nao。演唱者為川嶋愛、Mi、CHiYO、as共四組歌手。
- GOAL -simple version-

### 其他音源化歌曲
- 天使たちのメロディー（2003.7.23 ニッポン放送青田屋ライブ1号Ver.）
  - 收錄於『青田屋2号』。2003年11月19日發售。
- きみのこえ
  - 電影「雲之彼端，約定的地方」主題曲、收錄在該電影原聲帶。以「♥」（愛心符號）的歌手名義、僅擔任主題曲演唱者。原聲帶於2005年2月3日發售。
- 未来の地図
  - 和同一經濟公司的Mi的合作歌曲。收錄在Mi的單曲『Give Me Up』的初回限定盤，4月19日發售。
- 路上の歌
  - 收錄在後援會的入會特典CD中，為「啟程的早晨」的不同歌詞版本。
- おつかい
  - 收錄在DVD軟體「ベネッセチャンネル　すくすくのうた　DVD」。也附上音源的CD。2008年11月21日發售。

### 未音源化歌曲
- 餃子之歌（餃子の歌）
  - 高中時為了宣傳於學園季開的餃子店鋪而作成。就算在Live上也鮮少被唱到，有如夢幻一般的歌曲。
- 深夜中的信（真夜中の手紙）
  - All Night-NIPPON於R的企劃中所作成的歌曲。僅僅公開演唱過一次。且為本人的歌曲「光」的原曲。
- 左投手（重新編曲版）（サウスポー（リアレンジバージョン））
  - 福岡軟體銀行和田毅主題曲。
- cheer
  - 富士電視台系列・MEZAMASHI SATURDAY「めざうたコンペ」應援歌曲。
- Smile to blue sky 
  - 千葉銀行廣告歌曲
- 檸檬（レモン）
  - 2011年8月20日的演唱會上首次公開的歌曲。收錄於DVD『Wing 〜Ai Kawashima Live Concert 2011〜』。
- 叢林（ジャングル） - 2012年8月20日的演唱會上首次公開的歌曲。收錄於DVD『My Room〜8月20日 10回記念〜』。
- 冰淇淋（アイスクリーム） - 於日本冰淇淋協會「冰淇淋之歌」企劃中製作、並在2012年10月發表的歌曲。歌詞為從公開募集與冰淇淋相關的語句之中，挑選最優秀的作品來當作主體[24]。

### 参加作品
- Mi『サンセット』（2005年9月14日發售）
  - 擔當作詞作曲。
- CHiYO『名曲集』（2006年8月23日發售）
  - 參與專輯收錄曲「待つわ」錄音。
- THE AURIS (SUPER) BAND
  - 『MY WAY』（以唱者的角色獻聲、僅在Tower Records販售。2006年12月20日出售）
- 外川陽子『Together』（2007年2月14日）
  - 作詞監修。也出演於其PV。
- 斎藤誠『天気雨』（2007年7月4日）
  - 參與合聲。
- みつき『瞳ひらいて』（2007年11月28日發售）
  - 擔當製作人。為主打歌及C/W共三首歌作詞作曲。
- IDOLING!!!（遠藤舞、外岡好梨花、橫山琉璃香、森田涼花、三宅瞳、橘柚里佳、大川藍）　『手のひらの勇気』（2009年12月2日發售）
  - 擔當製作人及作詞作曲。『純愛手札4』的OP。
- 稻垣潤一『男と女3』-TWO HEARTS TWO VOICES-(2010年9月29日)
  - 收錄曲「シルエットロマンス」以歌手身份參加。
- 腐男塾・中野腐女シスターズ『腐レンズ』(2011年3月23日)
  - 收錄曲『tomorrow』作詞・作曲擔任。

### DVD
- 1st Live DVD『道の途中で…。』（2004年12月1日）
- Documentary DVD『1000回ライブ達成記念〜1136日の記録〜』（2005年6月8日）
- 1st PV Collection DVD『PV Collection+α』（2005年12月21日）
- 2006 Tour DVD 『川嶋あいConcert Tour2006 〜サンキュー！〜』（2006年12月20日）
- Live DVD『2003.8.20 渋谷公会堂 〜旅立ちの朝〜』（2007年4月11日）
- 参加作品『つばさ祭'06〜春の陣〜』（2006年6月21日、同年4月23日舉辦的「つばさ祭[7]」的live映像。川嶋あい、Mi、CHiYO、as、僕道1号等人參加。）
- 参加作品『つばさ祭'06〜秘密の陣〜』（2006年11月29日、同年7月26日舉辦的secrect live的映像。川嶋あい、Mi、CHiYO、as等人參加。付有其合作歌曲「Never ending, Never alone」當作CD特典。）
- 参加作品『つばさ祭'07〜春の陣〜』（2007年6月27日、同年4月15日舉辦的「つばさ祭[7]」的live映像。川嶋あい、Mi、CHiYO、僕道1号、遊吟、岩間渉等人參加。僅接受在LAWASON預約購買。）
- Live DVD『Ai Kawashima Concert 2007 足あと』（2007年12月26日）
- Live DVD『Ai Kawashima Concert 2008 The BEST -seventeenfivetwentyto-』（2009年4月8日）
- Live DVD『Ai Kawashima Concert Tour 2009 "What's your Simple Treasure? "SPECIAL（2010年1月13日）
- Live DVD『Ai Kawashima Live Journey 2010』（2011年4月6日）
- Live DVD『WING~Ai Kawashima Live Concert 2011~』（2012年1月18日）
- Live DVD『My Room～8月20日 10回記念〜』（2012年12月26日）

## 書籍
- 『16歳の白い地図』（學研）　ISBN 978-4-05-402205-8
  - 由GOMA BOOKS以文庫本的方式再次發售，因應復刊追加現在的心境。
- 『路上の天使 -川嶋あい物語-』（作者：大内理加、講談社）　ISBN 978-4-06-341390-8
- 『蒼い旅の続き』（幻冬舍）　ISBN 978-4-344-00669-0
- 『大切な約束-How tears fall-』（作者：Hikari、Starts出版） ISBN 978-4-88-381033-8
- 『最後の言葉』（GOMA BOOKS） ISBN 978-4-7771-0209-9
  - 由GOMA BOOKS以文庫本的方式再次發售，由補足的後記可以得知川嶋愛現在的心境。
- 『最後の言葉』漫畫版（漫畫：高山繭、GOMA BOOKS） ISBN 978-4777103683
- 『涙100万粒のキズナ』（大内理加 著 收錄了「最後の言葉-川嶋あい物語-」及川嶋愛的面談的短編集。講談社）　ISBN 978-4-06-341471-4
- 『オフィシャル・ピアノ・スコア Piano Songs 〜路上集2号〜』
  - 可從官方網站或在演唱會會場入手。
- 『大丈夫だよ』（GOMA BOOKS） ISBN 978-4-7771-1357-6

## 関連作品
- 世界上最悲傷的CD 重要的約定（世界で最も切ないCD 大切な約束）（2006年2月22日發表）
  - 東京電視台廣播員大橋未歩的小説『大切な約束』朗読。也播放「「…謝謝...」」等歌曲。

## 出演作品
- 最後的話語　dear beloved（2005年10月公開）自身的紀錄片
- ONE PIECE 阿拉巴斯坦戰記 沙漠王女與海賊們（2007年3月3日公開） - 薇薇的女傭（配音）
- 再春館製薬所ドラマスペシャル その日の前に（2007年3月21日放送） - 女服務生
- 陸行鳥不可思議的迷宮 忘卻時間迷宮（2007年12月13日發賣） - 演出了遊戲中被謎團圍繞著的關鍵人物拉斐爾
- 8月のシンフォニー -渋谷2002〜2003（2009年8月22日公開）『最後の言葉』的動畫化電影，以臨時演員的身份配音

## 廣播節目
- 川嶋あい On The Street（2007.10現在…於秋田放送、IBC岩手放送、山形放送、新潟放送、山梨放送、静岡放送、東海廣播電台、岐阜放送、關西廣播電台、山陰放送、山陽放送、西日本放送、中国放送、山口放送、RKB每日放送、NBC佐賀廣播電台、大分放送、南日本放送放送中）
- カレスト presents IT'S MY WAY（橫濱FM放送）
- 川嶋あいのオールナイトニッポンR（日本放送・不定期）
- 川嶋あいのナイショでサンキュ－（2006年06 - 、Utacas:手機專用廣播節目）

### 過去主持過的節目
- 土曜の夜はケータイ短歌（NHK廣播第1頻率）
- ゴチャ2木曜日（毎日放送・2006年4月13日 - 2006年9月28日）
- ラフ&ラブ ロードマップ（JFN）
- GROOVE FROM K-WEST（bay fm）
- 川嶋愛 勇氣之歌（日本放送・2005年10月 - 2008年3月） 　　　　　　　　　　
  - 「勇気のコトバ」（詩的朗読）目前於日本放送Pod Casting Station再發送中。

※在2005年 - 2006年的時期，一度同時擔任五個左右的廣播節目的主持。

## 電視節目
- 夢のチカラ（日本電視台・2010年4月～毎週六22:54）擔任講述者
- 小熊のベア部屋（日本電視台・2009年5月20日）
- オススメッ（日本電視台・2010年8月14日）介紹群馬縣利根郡

## 電視廣告
- スキージャム勝山
- トヨタ名古屋自動車大学校
- 千葉銀行2010年7月～